# 荒木田守晨
荒木田 守晨（あらきだ の もりあさ）は室町時代の伊勢神宮内宮祢宜。俳諧の祖荒木田守武の兄。応仁の乱以降の戦乱の中で仮遷宮の斎行等に尽力し、一祢宜にまで昇り詰めたが、直後に人事関係の不祥事で切腹した。

## 訓
名「守晨」は従来の論稿等では「もりとき」とされることが多かった。しかし、江戸時代の史料等に「アサ」と振られていること、三条西実隆が守晨の血書に応えた歌「しるやいかに影かくせとも天照す神路の奥の晨明の月」中の「晨明」は「あさあけ」と訓むべきことから、「もりあさ」が正しいと考えられる。

## 生涯
文正元年（1466年）伊勢神宮内宮祢宜薗田家荒木田守秀の五男として生まれた。幼名は長楠。生後間もなく権祢宜に任じられ、毎年5月御神田行事に参列した。外祖父藤波氏経の寵愛を受け、遷宮の記録、神宮の有職故実、伊勢流祓書、親友大中臣伊忠から神道書、道祥（荒木田匡興）・春瑜・春職等の僧侶から『日本書紀』、両部神道書を受容した。
粟野家から管領細川京兆家御師職を譲り受け、文明16年（1484年）細川政元の内宮参拝に奉仕したが、後に山田三方三日市庭大夫・安富某・秋庭某に職を奪われた。
文明10年（1478年）父守秀が死去し、本来ならば喪に服さなければならないところ、外祖父氏経の一祢宜としての特例を利用し、氏経猶子として経晨の名義でその手扶（てつだい）祢宜に任命され、父の欠員として祢宜に就任した。
明応4年（1495年）8月8日五十鈴川が氾濫し、兄守武と屋敷ごと楠部郷まで流されたが、一命を取り留めた。永正2年（1505年）12月24日の大火の際には、守武と境内に駆け付け、御神体を五十鈴川端に避難させた。永正9年（1512年）11月19日の火事では正殿の護衛に当たった。
永正13年（1516年）11月12日荒木田守則が死去し、一祢宜（長官祢宜）に就任したが、館郷・岡田郷衆に約束していた人事を履行できなくなったことで11月16日切腹し、翌日死去した。「神路山の奧の翁絶、天照大神今日迄」との血書を書き遺したが、意味は判然としない。在職期間の短さから「六日長官」と揶揄された。

## 官歴
- 2歳以前 権祢宜[9]
- 文明10年（1478年）6月18日 祢宜[16]
- 文明15年（1483年） 九祢宜[17]
- 長享元年（1487年） 八祢宜[17]
- 延徳元年（1489年）七祢宜[17]
- 延徳3年（1491年） 六祢宜[17]
- 文亀2年（1502年） 五祢宜[17]
- 永正2年（1505年） 四祢宜[17]
- 永正2年（1505年）1月6日 三祢宜[12]
- 永正3年（1506年）9月11日 従五位上[12]
- 永正6年（1509年）7月26日 正五位下[12]
- 永正9年（1512年）閏4月8日 従四位下[12]
- 永正11年（1514年）9月15日 従四位上[12]
- 永正13年（1516年）11月12日 一祢宜[14]

## 遷宮の斎行
応仁の乱以降の戦乱の中、神領の押領により伊勢神宮の財政が悪化し、社殿は荒廃、内宮の式年遷宮は寛正3年（1462年）以来途絶していた。守晨は文明11年（1479年）9月23日風日祈宮遷宮に奉仕した後、明応6年（1497年）には自宅に祢宜守則・守誠・経任・守武・守富、宮政所大夫師秀等を集めて仮殿の造営・遷宮を計画し、氏経が残した記録を参照しながら、10月3日御装束裁縫行事、9日御船代祭・鎮地祭・後鎮祭、11日河原祓・御飾式・遷御、13日古物渡式を行った。
永正6年（1509年）守則と私力で忌火屋殿・調御倉・五丈殿を造営した。永正8年（1511年）頃には仮殿も腐朽したため、永正9年（1512年）3月28日転倒の恐れがあることを後柏原天皇に直奏するよう祭主に求めた。永正10年（1513年）造宮使大中臣伊忠・作所職荒木田氏秀と遷宮斎行を計画し、永正12年（1515年）閏2月11日大宮司に斎行の沙汰を求めたが、生前には完成せず、永正18年（1521年）6月13日仮殿遷宮が斎行された。

## 著述本等
- 『文明十一年内宮風日祈宮遷宮記』 - 明応6年（1497年）9月5日増補[19]。
- 『明応六年内宮臨時仮殿遷宮記』 - 明応6年（1467年）仮殿を遷宮した際の記録[20]。
- 『永正記』[21][22] - 永正10年（1513年）2月9日成立[12]。度会章尚『文保記』に倣う[23]。
- 『荒木田守晨引付』 - 永正12年（1515年）6月編。散佚[19]。
- 『守則長官引付（内宮永正引付）』 - 永正12年（1515年）10月編。散佚[19]。
- 『皇天記』[19]
- 『守朝長官引付（内宮延徳明応引付）』[19]
- 「薗田守晨申状案」 - 永正11年（1514年）から永正13年（1516年）[19]。
- 『両大神宮雑事勘文』[19]
- 「荒木田守晨集」[17]
- 『日本書紀』守辰本 - 同一筆者によるまとまった写本として貴重で、『神道大系』本の底本となった[24]。

## 和歌
宗祇・宗長・宗牧等と交流があり、『新撰菟玖波集』に「舟人は風まつ磯の山さくらおもはぬ雨の夕くれそうき」が入選したほか、守武編『荒木田集』・守平編『二根集』にそれぞれ30余句が採録されている。
辞世は「風に散るならひは花にいかにせむ何はかなくもしたふ心そ」。

## 系譜
- 祖父：守房 - 薗田家の祖[27]。
- 父：守秀
- 母：氏経娘 - 後妻[7]。永正17年（1520年）4月20日没[12]。
  - 弟：守富（藤波氏秀） - 藤波氏綱養子[28]。
  - 弟：守武[28]
- 妻：藤波氏明娘[6]
  - 長男：守雄 - 文亀元年（1501年）生[12]。
    - 孫：守是 - 子孫は図書家に繋がる[7]。
    - 孫：守康 - 子孫は内匠家に繋がる[7]。

  - 次男：守顕[7]
    - 孫：守興 - 子孫は内蔵允家・守福家に繋がる[7]。
    - 孫：仁寿[7]
    - 孫：守辰 - 子孫は藤波修理家に繋がる[7]。

  - 三男：守救[28]